# Proyecto Paloma
El Proyecto Paloma (Project Pigeon en inglés) más tarde renombrado Proyecto Orcon (Del inglés  Organic Control) fue un proyecto piloto desarrollado por los Estados Unidos durante la Segunda Guerra Mundial con el propósito de realizar una bomba guiada por palomas.

## Historia del proyecto
El proyecto fue propuesto por el conductista estadounidense B.F Skinner después de observar el vuelo de aves junto a un tren en 1940. Skinner pensó en la posibilidad de maniobrabilidad y vista aguda para manejar cohetes. Decidió utilizar las palomas porque tenía experiencia previa con estos animales y le parecían más predecibles que otras especies.
El Comité de Investigación de Defensa Nacional consideró que la idea de utilizar palomas en bombas planeadoras era muy excéntrica y poco práctica, pero aun así contribuyó con 25.000 dólares a la investigación. Skinner, que tuvo cierto éxito con el entrenamiento, se quejó: «Nuestro problema era que nadie nos tomaba en serio". El programa se canceló el 8 de octubre de 1944, porque los militares creían que “la continuación de este proyecto retrasaría seriamente otros que, en opinión de la División, tenían una aplicación más inmediata en combate”. El Proyecto Pigeon fue brevemente reactivado por la Marina en 1948 como «Proyecto Orcon», pero fue de nuevo cancelado en 1953 cuando se demostró la fiabilidad de los sistemas de guiado electrónico.

## Métodos y tecnologías.
Skinner desarrolló un método de adiestramiento de palomas basado en el condicionamiento operante. Las aves tenían que aprender a picotear la imagen de un objetivo en la pantalla, por lo que recibían una recompensa en forma de grano. Tras el entrenamiento, se colocaba a las palomas en el morro del cohete, donde se les ponía delante una pantalla conectada a un sistema óptico, una cámara oscura. Cuando la imagen del objetivo se desplazaba, las palomas picoteaban en la dirección del objetivo, enviando así señales para ajustar la trayectoria del misil mediante mecanismos neumáticos o eléctricos.
Para garantizar la fiabilidad y eficacia de las palomas en un entorno de combate real, el equipo de Skinner realizó una serie de pruebas de estrés que simulaban las condiciones extremas que podrían encontrar las aves durante una misión. Así, junto a las aves simularon fuertes sonidos de disparos, brillantes destellos de explosiones, las colocaron en una barocámara despresurizada y en una centrifugadora, las introdujeron en una cámara de baja y alta temperatura. A pesar de todas las condiciones extremas, las palomas siguieron picoteando con precisión el objetivo en la pantalla. Esto indicaba la eficacia de los métodos de entrenamiento utilizados y la capacidad de las aves para adaptarse a condiciones extremas.
Un ave picoteó más de 10.000 veces en 45 minutos. Mientras el objetivo permaneciera en el centro de la pantalla, ésta no se movería, pero si la bomba empezaba a desviarse, la imagen se desplazaría hacia el borde de la pantalla. Las palomas seguirían la imagen, picoteándola, lo que movería la pantalla sobre sus pivotes. En el caso de que hubiera dos objetivos posibles en la pantalla, Skinner observó que al menos dos de las aves estarían de acuerdo y la tercera sería «castigada por su opinión minoritaria» para animarla a dirigirse hacia el objetivo preferido por la mayoría de las palomas.

## Legado del proyecto
Las tecnologías desarrolladas se han utilizado en otros sistemas militares, incluido el uso de vidrio eléctricamente conductor en los centros de comando de los barcos de la Armada de los Estados Unidos y el entrenamiento del chimpancé para el programa Mercurio de la NASA.
Skinner ganó póstumamente el premio Ig Nobel de la paz en 2024; su hija Julie Vargas, quien recibió el premio, dijo: "Quiero darle las gracias por reconocer por fin su contribución más importante. La gente sólo le conoce por descubrir el condicionamiento operante, los programas de reforzamiento y por libros como Walden Dos, Conducta verbal, Más allá de la libertad y la dignidad y otros. Ni siquiera la Fundación B.F. Skinner se pone un misil en el sombrero, así que gracias por poner por fin las cosas en su sitio".